# The Code
Thick as Thieves (conocida también como The Code) es una película estadounidense - alemana de 2009 dirigida por Mimi Leder y protagonizada por Morgan Freeman, Antonio Banderas, Radha Mitchell, Robert Forster y Rade Serbedzija.

## Sinopsis
El oficio de ladrón se basa en un código invulnerable: cumplir con el encargo y cubrir al compañero, pero nunca colaborar con la policía.
Gabriel Martin (Antonio Banderas) es un ladrón que ha tenido muy poca suerte en la vida. Su situación cambia cuando se encuentra por casualidad con Keith Ripley (Morgan Freeman), un ladrón de la vieja escuela, que le escoge como compañero para su próximo gran golpe: el robo de unos valiosísimos huevos de Fabergé. Ripley necesita dar este golpe para saldar sus deudas con un poderoso capo de la mafia rusa (Rade Serbedzija). Sin embargo, todo se complicará con la intromisión de Alex (Radha Mitchell), la bella ahijada de Ripley, y Weber (Robert Forster), el teniente de policía.

## Elenco
- Morgan Freeman es Keith Ripley
- Antonio Banderas es Gabriel Martin
- Tom Hardy es Det. Michaels
- Radha Mitchell es Alexandra Korolenko
- Robert Forster es Lt. Samuel Weber
- Rade Šerbedžija es Nicky Petrovitch / Viktor Korolenko
- Marcel Iureş es Vitaly Zykov
- Tom Hardy es Det. Michaels
- Corey Johnson es Det. Voutiritas
- Asen Blatechki es Russian Gangster
- Marianna Stanicheva es Madame Irina
- Vladimir Kolev es Andrei
- Constantine Gregory es Sergeev

## Comentarios
La acción, el suspense y los giros argumentales se dan cita en The Code, realizadora de títulos como Deep Impact o Cadena de favores. Además de un reparto de muchos quilates, la película cuenta con una ambientación que recuerda a los grandes robos del mundo del cine, eso sí, con menos guante blanco que de costumbre. Sus creadores reconocen que la idea se centra en el desarrollo de dos personajes icónicos y fácilmente reconocibles, pero en un momento de la trama, todo cambia, dando la sensación de que nada es lo que parece.
Morgan Freeman (The Dark Knight, Wanted) sigue en plena forma dando vida a un veterano ladrón amenazado por sus deudas con un antiguo socio de la mafia. Su contrapunto en ficción es Antonio Banderas, al que no se veía en un papel de importancia desde La Leyenda del Zorro, mientras que la mujer que llega a enfrentar a los dos protagonistas tiene el rostro de la bellísima Radha Mitchell (Los niños de Huang Shi). El reparto principal se completa con la presencia de Robert Forster (Rise: Cazadora de sangre) y Rade Serbedzija (Quarantine).